# آلفرد استورتوانت
آلفرد استورتوانت (انگلیسی: Alfred Sturtevant; ۲۱ نوامبر ۱۸۹۱ – ۵ آوریل ۱۹۷۰) دانشمند در زمینه ژنتیک اهل ایالات متحده آمریکا بود. استورتوانت اولین نقشه ژنتیکی کروموزوم را در سال ۱۹۱۱ ساخت و در طول زندگی حرفه‌ای خود با توماس هانت مورگان مشغول به همکاری بود.
وی همچنین برندهٔ جوایزی همچون نشان ملی علوم شده‌است.

## زندگی
آلفرد هنری استورتوانانت در ۲۱ نوامبر ۱۸۹۱ در جکسونویل، ایلینویز ایالات متحده آمریکا متولد شد و ششمین فرزند آلفرد هنری و هریت استورتوانت بود. او فارغ‌التحصیل دانشگاه ییل، استاد بنیانگذار و رئیس دوم کالج ایلینویز بود، جایی که پدرش ریاضیات را تدریس می‌کرد. هنگامی که استورتوانت هفت ساله بود، پدرش کار تدریس خود را رها کرد و خانواده را برای ادامه کشاورزی به آلاباما منتقل کرد. در سال ۱۹۰۸ در دانشگاه کلمبیا ثبت نام کرد. در این مدت، وی با برادر بزرگتر خود ادگار، زبان‌شناس، که در همان نزدیکی تدریس می‌کرد، زندگی می‌کرد.